# Яма (фильм, 2001)
«Яма» (англ. The Hole) — британский фильм 2001 года снятый по повести Гая Бёрта «После ямы», в России книга была издана под названием фильма.

## Сюжет
Четверо учеников британской частной школы решают скрыться ото всех и устроить вечеринку в заброшенном бункере. Через 18 дней из бункера выбирается только одна девушка — Лиз, остальные трое мертвы. Выяснить, что в действительности произошло внутри бункера, пытается полицейский психолог, доктор Филлипа Хорвуд.
Первый рассказ Лиз: Лиз рассказывает Хорвуд, что была влюблена в Майка Стила. Подходит время, когда ученики должны ехать либо в поход в Уэльс на три дня, либо домой к родителям. Джеффу, Майку и Фрэнки не хочется ни того, ни другого. Тогда они прибегают к помощи Мартина — умного, но беспринципного парня. Мартин находит решение. Он редактирует школьные базы данных так, чтобы администрация школы думала, что они дома у родителей, а родители — что они в школьном походе. Никто не должен их хватиться в течение трёх дней. Эти три дня они должны весело провести в заброшенном бункере — бомбоубежище времён Второй мировой войны, находящемся в лесу рядом со школой. К Майку, Фрэнки и Джеффу Мартин добавляет Лиз, которая хочет провести время с Майком. Мартин закрывает их в бункере, однако когда проходит три дня, он не появляется и не открывает их. Через несколько дней люк в бункер как-то оказывается открытым и все четверо выбираются из бункера.
Полиция знает, что этот рассказ не соответствует реальности — ведь на самом деле трое учеников мертвы. Вероятно, долгое нахождение в бункере повлияло на психическое состояние Лиз, и у неё ложные воспоминания. Тем временем Мартина арестовывают в Доминиканской Республике, где он отдыхал с родителями и допрашивают. В ходе продолжительного допроса он не признаёт своей вины и рассказывает совсем другую историю.
Рассказ Мартина: Фрэнки и Лиз были лучшими подругами. Когда стало известно, что Майк Стил разругался со своей подружкой и свободен, Лиз начинает думать, как привлечь к себе внимание Майка. Вместе с Фрэнки они обсуждают, куда можно отправиться в тесной компании, и приходят к идее о бункере, ключи от которого есть у Мартина. Фрэнки приглашает на их особую вечеринку Джеффа с условием, что он пригласит Майка. Договорившись с Мартином, они вчетвером спускаются в бункер.
Второй рассказ Лиз: Лиз рассказывает, что когда они обнаружили, что Мартин не собирается их открывать, они нашли внутри бункера скрытые микрофоны, через которые Мартин подслушивал, что происходит. Разыграв сцену болезни Фрэнки и конфликта между запертыми в бункере, они обманывают Мартина и он отпирает их.
Однако полиция не находит в бункере микрофонов. Мартина отпускают, так как против него нет никаких доказательств, кроме показаний Лиз. Он приходит к Лиз домой, она бежит от него, но он догоняет её возле плотины на озере. Между ними разгорается яростный спор, Мартин упрекает Лиз в том, что она его подставила.
Третий рассказ Лиз: Лиз просит Хорвуд отвезти её к бункеру, чтобы вспомнить, что произошло. Там она рассказывает, как всё было на самом деле. Мартин не запирал их. У Лиз был ключ от люка в бункер. Когда Майку стало скучно и он захотел уйти из бункера, она незаметно закрыла люк в бункер изнутри, чтобы остаться рядом с Майком даже в таких обстоятельствах. Четверо сидят в бункере, ожидая неминуемой смерти, причём долгой и мучительной, так как у них имелись взятые с собой запасы еды и несколько бутылок грязной воды, собранной в бункере. Только Лиз знает, что у неё есть ключ. Первой стало плохо Фрэнки. Она страдала булимией, и у неё начинается кровотечение в пищеводе. Неожиданно она умирает. Остальные продолжают мучиться от жажды и страха. Когда Джефф открывает спрятанную банку с газировкой, это сводит с ума Майка и он убивает Джеффа ударами головой о бетонный пол. Ночью Лиз пытается незаметно открыть люк, но Майк это замечает и спрашивает, как ей это удалось. Лиз приходится признаться, что у неё был ключ. Взбешенный таким обманом Майк поднимается по лестнице из бункера, но часть старой железной лестницы отрывается и он падает с высоты на бетон, а сверху на него валится тяжелая железная лестница. Так погибает и Майк.
Тут в бункере появляются другие сотрудники полиции. Лиз кричит, что Хорвуд заставила её прийти сюда. Это серьёзное нарушение. Вскоре тело Мартина вылавливают из воды в озере. Лиз сбросила его в воду после спора на дамбе. Всё выглядит так, как будто он был виноват и совершил самоубийство. Хорвуд понимает, что её рассказу о том, что в смерти трёх товарищей виновата Лиз, никто не поверит, так как единственный свидетель, способный пролить свет на обстоятельства дела, мёртв.

## В ролях
| Актёр              | Роль                  |
| ------------------ | --------------------- |
| Тора Бёрч          | Лиз Дан               |
| Десмонд Харрингтон | Майк Стил             |
| Кира Найтли        | Фрэнки                |
| Лоуренс Фокс       | Джефф Бингхэм         |
| Дэниэл Броклбэнк   | Мартин                |
| Эмбет Дэвидц       | доктор Филиппа Хорвуд |